# Stanislav Šesták
Stanislav Šesták (Demjata, 16 dicembre 1982) è un allenatore di calcio ed ex calciatore slovacco, di ruolo centrocampista o attaccante.
Era considerato un giocatore chiave sia del Bochum sia della Nazionale slovacca.

## Biografia
Nasce a Demjata, nel distretto di Prešov. È sposato con Milka e ha due figli: Liliana (nata nel 2006) e Stanko (nato il 7 luglio 2010 a Košice).

## Caratteristiche tecniche
Nato come esterno di centrocampo, è un esterno d'attacco destro che può giocare anche a sinistra, adattandosi anche al ruolo di prima o seconda punta.
Dotato di una spiccata rapidità e di un buon senso del gol, con la Nazionale slovacca è stato schierato esterno sinistro in un 4-2-3-1.

## Carriera

### Club

#### In Slovacchia
Cresce nelle giovanili del FK Demjata, squadra della sua città natale, dove fa parte della squadra Under-15. Il suo talento lo porta a Prešov, città a circa 20 km da Demjata nella quale ha sede la squadra calcistica del Tatran Prešov. A 17 anni fa il suo debutto nella prima divisione slovacca. Continua la sua scalata nel calcio nazionale, venendo acquistato prima dallo Slovan Bratislava nel dicembre 2001, quindi dallo Žilina nel dicembre 2003: con questo club vinse il titolo nazionale già al primo anno, nella stagione 2003-2004; fu inoltre quarto in classifica marcatori nelle stagioni 2004-2005 e nel 2005-2006 (rispettivamente 13 e 17 reti) e secondo nel 2006-2007 con 15 gol all'attivo.
Inizia la stagione 2004-2005 segnando la rete del 2-1 contro lo Spartak Trnava. Il 2 ottobre segna una doppietta all'Inter Bratislava (1-4), risultando decisivo dieci giorni dopo contro lo Spartak Trnava (0-1). Il 24 ottobre firma una tripletta contro il Dukla Banská Bystrica (0-4).
Nella stagione seguente sigla solamente due doppiette, alla seconda giornata contro il Púchov (1-5) e all'ultimo turno di campionato contro lo Spartak Trnava (2-1).

#### Bochum
Il 7 giugno 2007 firma un contratto quadriennale con il club tedesco del Bochum, militante nella Bundesliga, che paga € 750.000 per ottenerne le prestazioni. Esordisce con il Bochum l'11 agosto 2007 in Bochum-Werder Brema 2-2, partita di Bundesliga nella quale segna anche l'1-2. Si ripete nella terza giornata, quando realizza la rete del vantaggio in Bochum-HSV 2-1. Il 29 settembre realizza una doppietta contro il Norimberga (3-3). Torna a realizzare due reti nella stessa partita nella sfida contro il Wolfsburg (5-3): Šesták realizza l'1-0 e il 4-0 parziale. Nella sedicesima giornata apre e chiude l'incontro con un'altra doppietta siglando l'1-0 e il definitivo 2-2 contro il Karlsruhe. Il 15 aprile 2008 mette a segno l'unica rete del match contro il Wolfsburg (0-1). Alla fine della sua prima stagione in Germania, realizza in tutto 9 assist 13 reti, piazzandosi sesto nella classifica dei marcatori della Bundesliga.
Dopo un discreto inizio di stagione nel quale realizza due reti nelle prime otto partite contro Wolfsburg (2-2) e Bayer Leverkusen (2-3), il 26 ottobre 2008 nella sfida contro lo Stoccarda (2-0), nona giornata di campionato, si frattura le dita dei piedi, rimanendo fuori causa per circa un mese. Ritorna disponibile il 16 novembre: sei giorni dopo, va in gol contro l'Hertha Berlino (2-3), dopo essere subentrato a Sinan Kaloğlu all'inizio del secondo tempo. L'11 aprile 2009 firma la sua prima tripletta in Bundesliga, contro l'Hoffenheim, sfida vinta 3-0. Due settimane più tardi, sigla una doppietta al Werder Brema, portando il Bochum sullo 0-2: gli avversari ribaltano la partita e vincono 3-2.
Nel mese di marzo è votato terzo miglior giocatore slovacco del 2008 dietro a Martin Škrtel e Marek Hamšík. Il 7 maggio subisce uno strappo muscolare agli adduttori che lo tiene fuori dai terreni di gioco per un paio di settimane. È undicesimo nella classifica capocannonieri del campionato tedesco con 9 marcature in 24 turni.
La stagione 2009-2010 inizia subito in salita per il Bochum che già alla prima giornata deve rimontare uno 0-3: Šesták completa la rimonta sul Borussia Mönchengladbach realizzando il 3-3 e portando il primo punto della stagione per il Bochum. Complice un infortunio che lo tiene lontano dai campi da gioco tra metà settembre e metà ottobre, Šesták torna al gol il 25 ottobre contro il Werder Brema, realizzando il vantaggio per i padroni di casa già al primo minuto: l'incontro si concluderà 1-4 per il Werder. Totalizza sei marcature nel campionato 2009-2010, conclusosi con la retrocessione del Bochum in 2. Fußball-Bundesliga. In tutte e tre le stagioni Šesták risulta essere il miglior realizzatore della propria squadra.

#### Ankaragücü
Il 13 agosto 2010 passa in prestito oneroso fissato a €600.000 all'Ankaragücü nel 2010 incontrando i connazionali Róbert Vittek, Marek Sapara e Štefan Senecký.
Il 22 agosto 2010 realizza l'1-0 contro il Vestel Manisaspor, incontro che finirà 3-0, segnando la sua prima rete con la nuova maglia. Il 12 dicembre 2010 realizza una doppietta contro il Fenerbahçe, partita vinta con il risultato di 2-1. Il 13 marzo 2011 firma una tripletta ai danni del Galatasaray: realizza prima la rete dell'1-1, poi negli ultimi cinque minuti realizza altre due reti che ribaltano il risultato da 1-2 a 3-2, portando alla vittoria la squadra della capitale. Il 18 marzo 2011 s'infortuna per uno strappo muscolare che lo tiene fuori dai terreni di gioco per pochi giorni. Si riprende dall'infortunio già il 28 marzo. L'8 maggio segna l'ultima rete della stagione contro il Sivasspor (1-1). Conclude l'annata in Turchia con 11 reti stagionali, 10 nel solo campionato, raggiungendo la decima posizione nella classifica marcatori.
A fine stagione il club turco decide di acquistare il cartellino dell'attaccante a titolo definitivo per € 2,2 milioni, ma a causa di problemi finanziari dal gennaio 2013 l'MKE Ankaragücü deve ancora pagare € 2,374 milioni al Bochum. Tuttavia, tre mesi dopo, nel settembre del 2011, Šesták passa al Bursaspor firmando un triennale.

#### Bursaspor, il ritorno al Bochum e l'approdo al Ferencvaros
Il 5 settembre 2011 si trasferisce a titolo definitivo al Bursaspor, firmando un contratto triennale. Il 25 settembre esordisce con la nuova maglia nella partita contro il Sivasspor (0-4). Sigla solamente due reti contro Trabzonspor (1-1) e İstanbul Başakşehir (3-2) finendo la stagione con 32 presenze e 2 reti tra campionato e Coppa di Turchia, dove il Bursaspor raggiunge la finale, poi persa contro il Fenerbahçe per 4-0. Il 23 agosto 2012 Šesták realizza un gol al Twente, contribuendo alla vittoria ottenuta con il risultato di 3-1 nella partita valida per l'Europa League. Inizia il campionato contro il Kayserispor (0-1) andando a segno contro Gaziantepspor (1-1), Beşiktaş (3-3), Akhisar Belediyespor (2-2), Orduspor (1-0) Fenerbahçe (4-1) e ancora contro l'Orduspor (2-4, doppietta). Gioca 38 partite e realizza 8 marcature in questa stagione. Il Bursaspor esce subito dall'Europa League 2013-14 contro il Vojvodina (2-2 a Novi Sad, 0-3 in Turchia): lo slovacco gioca entrambi i match. Firma il primo gol stagionale il 16 dicembre 2013 contro il Trabzonspor (2-2), segnando una doppietta in Coppa di Turchia il 14 gennaio 2014 contro il Sivasspor (2-1). Termina la sua ultima stagione in Turchia con 6 reti in 29 giornate tra campionato, coppa ed Europa League. Totalizza 107 presenze e 16 gol in tutte le competizioni con la maglia del Bursaspor.
Scaduto il contratto con il club turco il 26 maggio 2014 il Bochum annuncia il ritorno di Šesták nel club tedesco, militante nella seconda divisione. L'attaccante slovacco firma un biennale, e alla guida del tecnico tedesco Peter Neururer gioca da titolare: il 2 agosto esordisce in seconda serie contro il Greuther Fürth (1-1), uscendo al 66' per Marco Terrazzino. Sette giorni dopo realizza i suoi primi gol stagionali firmando una doppietta contro l'Erzgebirge Aue (1-5). Nel dicembre 2014, con l'arrivo dell'allenatore olandese Gertjan Verbeek, Šesták perde il suo posto da titolare e non gioca più novanta minuti interi: nonostante il minutaggio ridotto, mette a segno altre due doppiette contro Fortuna Düsseldorf (2-2) ed Heidenheim (4-1). Il 18 maggio 2015, cinque giorni dopo avere segnato due reti all'Heidenheim e a quasi un anno dal suo secondo arrivo a Bochum, lo slovacco chiede e ottiene la risoluzione immediata e consensuale del contratto con la società tedesca, a causa dello scarso minutaggio avuto con il tecnico Verbeek, sentendosi sfiduciato dall'allenatore e rischiando di perdere un posto per l'Europeo 2016, obbiettivo già annunciato di Šesták.
Il 18 giugno 2015 gli ungheresi del Ferencváros, guidati in panchina dal tecnico tedesco Thomas Doll, annunciano d'avere firmato un contratto con Šesták. Il 28 ottobre, schierato titolare da Doll, mette a segno la sua prima rete in Coppa d'Ungheria nella sfida vinta per 4-1 contro il Csákvári. Durante la stagione 2015-2016 l'attaccante slovacco soffre di problemi muscolari che lo tengono fuori dai terreni di gioco: ripresosi pienamente da questi fastidi fisici decide di prepararsi fisicamente per rientrare nel finale di stagione. A fine stagione vince il double nazionale campionato-coppa, contribuendo al successo del Ferencvaros in campionato con nove gol, risultando essere il secondo miglior marcatore della squadra alle spalle di Dániel Böde.
Dopo avere iniziato la nuova stagione con il club ungherese, non ritenendo di essere più titolare a Budapest, il 7 settembre 2016 rescinde consensualmente il proprio contratto con il Ferencvaros, con l'intenzione di tornare a giocare in una squadra slovacca per chiudere la carriera in patria.
L'11 gennaio 2017 firma con il club slovacco del Poprad, nella seconda divisione nazionale.

### Nazionale
Con la Nazionale slovacca debutta il 18 agosto 2004, contro Lussemburgo (3-1), entrando all'84' al posto di Szilárd Németh. Segna il primo gol con la Slovacchia contro San Marino (7-0) il 13 ottobre 2007, in una partita valida per le qualificazioni all'Europeo del 2008 durante la quale firmerà una doppietta. Alle qualificazioni al mondiale 2010 segna sei dei 22 gol della Slovacchia, tra cui la doppietta nel giro di due minuti tra l'85' e l'86' che il 15 ottobre 2008 decide l'incontro con la Polonia (2-1): anche grazie alle sue prestazioni si qualifica alla fase finale in Sudafrica. Inoltre risulta essere il migliore marcatore della propria nazionale e il sesto migliore nelle qualificazioni. Durante la rassegna mondiale è ritenuto tra i più talentuosi e tra i migliori giocatori della propria Nazionale. Ha disputato le sfide Nuova Zelanda-Slovacchia (1-1) e Slovacchia-Paraguay (0-2).
Il 19 novembre 2013 scende in campo per la prima volta da capitano della Slovacchia nel primo storico match ufficiale della Gibilterra pareggiato 0-0. Convocato anche per gli Europei 2016 in Francia riesce a giocare solo gli ottavi di finale dell'Europeo, il 27 giugno 2016, contro la Germania (3-0 per i tedeschi), entrando al 64' per Michal Ďuriš senza riuscire a incidere nell'incontro, con la Slovacchia che è estromessa dalla competizione. Per Šesták è l'ultima partita con la Slovacchia: convocato nell'arco di dodici anni, dopo 66 presenze (settimo nella Nazionale slovacca al momento del ritiro) e 13 gol (sesto al momento del ritiro), si ritira dalla Nazionale.

## Statistiche
Statistiche aggiornate al 11 luglio 2018

### Presenze e reti nei club
| Stagione                 | Squadra                  | Campionato               | Campionato | Campionato | Coppe nazionali | Coppe nazionali | Coppe nazionali | Coppe continentali | Coppe continentali | Coppe continentali | Altre coppe | Altre coppe | Altre coppe | Totale | Totale |
| Stagione                 | Squadra                  | Comp                     | Pres       | Reti       | Comp            | Pres            | Reti            | Comp               | Pres               | Reti               | Comp        | Pres        | Reti        | Pres   | Reti   |
| ------------------------ | ------------------------ | ------------------------ | ---------- | ---------- | --------------- | --------------- | --------------- | ------------------ | ------------------ | ------------------ | ----------- | ----------- | ----------- | ------ | ------ |
| 2000-2001                | Tatran Prešov            | SL                       | 29         | 4          | CS              | ?               | ?               | -                  | -                  | -                  | -           | -           | -           | 29     | 4      |
| lug-dic. 2001            | Tatran Prešov            | SL                       | 14         | 4          | CS              | ?               | ?               | -                  | -                  | -                  | -           | -           | -           | 14     | 4      |
| Totale Tatran Prešov     | Totale Tatran Prešov     | Totale Tatran Prešov     | 38         | 8          |                 | ?               | ?               |                    | -                  | -                  |             |             |             | 38     | 8      |
| gen.-giu. 2002           | Slovan Bratislava        | SL                       | 18         | 1          | CS              | ?               | ?               | -                  | -                  | -                  | -           | -           | -           | 18     | 1      |
| 2002-2003                | Slovan Bratislava        | SL                       | 26         | 3          | CS              | ?               | ?               | -                  | -                  | -                  | -           | -           | -           | 26     | 3      |
| lug.-dic. 2003           | Slovan Bratislava        | SL                       | 13         | 2          | CS              | ?               | ?               | -                  | -                  | -                  | -           | -           | -           | 13     | 2      |
| Totale Slovan Bratislava | Totale Slovan Bratislava | Totale Slovan Bratislava | 57         | 6          |                 | ?               | ?               |                    | -                  | -                  |             |             |             | 57     | 6      |
| gen.-giu. 2004           | Žilina                   | SL                       | 16         | 4          | CS              | ?               | ?               | -                  | -                  | -                  | -           | -           | -           | 16     | 4      |
| 2004-2005                | Žilina                   | SL                       | 27         | 13         | CS              | ?               | ?               | UCL                | 2                  | 0                  | -           | -           | -           | 29     | 13     |
| 2005-2006                | Žilina                   | SL                       | 28         | 17         | CS              | ?               | ?               | CU                 | 2                  | 0                  | -           | -           | -           | 30     | 17     |
| 2006-2007                | Žilina                   | SL                       | 15         | 8          | CS              | ?               | ?               | -                  | -                  | -                  | -           | -           | -           | 15     | 8      |
| Totale Žilina            | Totale Žilina            | Totale Žilina            | 86         | 42         |                 | ?               | ?               |                    | 4                  | 0                  |             |             |             | 90     | 42     |
| 2007-2008                | Bochum                   | B                        | 33         | 13         | CG              | 2               | 0               | -                  | -                  | -                  | -           | -           | -           | 35     | 13     |
| 2008-2009                | Bochum                   | B                        | 24         | 9          | CG              | 2               | 0               | -                  | -                  | -                  | -           | -           | -           | 26     | 9      |
| 2009-2010                | Bochum                   | B                        | 29         | 6          | CG              | 1               | 0               | -                  | -                  | -                  | -           | -           | -           | 30     | 6      |
| 2010-2011                | Ankaragücü               | SL                       | 24         | 10         | CT              | 1               | 1               | -                  | -                  | -                  | -           | -           | -           | 25     | 11     |
| 2011-2012                | Bursaspor                | SL                       | 35         | 2          | CT              | 5               | 0               | -                  | -                  | -                  | -           | -           | -           | 40     | 2      |
| 2012-2013                | Bursaspor                | SL                       | 29         | 7          | CT              | 6               | 0               | UEL                | 3                  | 1                  | -           | -           | -           | 38     | 8      |
| 2013-2014                | Bursaspor                | SL                       | 19         | 3          | CT              | 8               | 3               | UEL                | 2                  | 0                  | -           | -           | -           | 29     | 6      |
| Totale Bursaspor         | Totale Bursaspor         | Totale Bursaspor         | 83         | 12         |                 | 19              | 3               |                    | 5                  | 1                  |             |             |             | 107    | 16     |
| 2014-2015                | Bochum                   | 2.B                      | 27         | 9          | CG              | 2               | 0               | -                  | -                  | -                  | -           | -           | -           | 29     | 9      |
| Totale Bochum            | Totale Bochum            | Totale Bochum            | 105        | 38         |                 | 7               | 0               |                    | -                  | -                  |             |             |             | 112    | 31     |
| 2015-2016                | Ferencváros              | NBI                      | 24         | 9          | CdU             | 4               | 1               | UEL                | 2                  | 0                  | -           | -           | -           | 30     | 10     |
| lug. 2016-gen. 2017      | Ferencváros              | NBI                      | 6          | 0          | CdU             | -               | -               | UEL                | 2                  | 0                  | -           | -           | -           | 8      | 0      |
| Totale Ferencváros       | Totale Ferencváros       | Totale Ferencváros       | 30         | 9          |                 | 4               | 1               |                    | 4                  | 0                  |             | -           | -           | 38     | 10     |
| gen.-giu. 2017           | Poprad                   | 2L                       | 2+4        | 1+6        | CS              | 3               | 2               | -                  | -                  | -                  | -           | -           | -           | 9      | 9      |
| 2017-2018                | Poprad                   | 2L                       | 13         | 18         | CS              | 1               | 0               | -                  | -                  | -                  | -           | -           | -           | 14     | 18     |
| 2018-2019                | Poprad                   | 2L                       | 2          | 2          | CS              | 0               | 0               | -                  | -                  | -                  | -           | -           | -           | 2      | 2      |
| Totale Poprad            | Totale Poprad            | Totale Poprad            | 21         | 27         |                 | 4               | 2               |                    | -                  | -                  |             | -           | -           | 25     | 29     |
| Totale carriera          | Totale carriera          | Totale carriera          | 444        | 152        |                 | 35              | 7               |                    | 13                 | 1                  |             | -           | -           | 492    | 160    |

### Cronologia presenze e reti in nazionale
| Cronologia completa delle presenze e delle reti in nazionale ― Slovacchia | Cronologia completa delle presenze e delle reti in nazionale ― Slovacchia | Cronologia completa delle presenze e delle reti in nazionale ― Slovacchia | Cronologia completa delle presenze e delle reti in nazionale ― Slovacchia | Cronologia completa delle presenze e delle reti in nazionale ― Slovacchia | Cronologia completa delle presenze e delle reti in nazionale ― Slovacchia | Cronologia completa delle presenze e delle reti in nazionale ― Slovacchia | Cronologia completa delle presenze e delle reti in nazionale ― Slovacchia |
| Data                                                                      | Città                                                                     | In casa                                                                   | Risultato                                                                 | Ospiti                                                                    | Competizione                                                              | Reti                                                                      | Note                                                                      |
| ------------------------------------------------------------------------- | ------------------------------------------------------------------------- | ------------------------------------------------------------------------- | ------------------------------------------------------------------------- | ------------------------------------------------------------------------- | ------------------------------------------------------------------------- | ------------------------------------------------------------------------- | ------------------------------------------------------------------------- |
| 18-8-2004                                                                 | Bratislava                                                                | Slovacchia                                                                | 3 – 1                                                                     | Lussemburgo                                                               | Qual. Mondiali 2006                                                       | -                                                                         | 84’                                                                       |
| 17-11-2004                                                                | Trnava                                                                    | Slovacchia                                                                | 0 – 0                                                                     | Slovenia                                                                  | Amichevole                                                                | -                                                                         | 46’                                                                       |
| 30-11-2004                                                                | Bangkok                                                                   | Ungheria                                                                  | 0 – 1                                                                     | Slovacchia                                                                | Amichevole                                                                | -                                                                         | 46’                                                                       |
| 2-12-2004                                                                 | Bangkok                                                                   | Thailandia                                                                | 1 – 1 (4 – 5 dtr)                                                         | Slovacchia                                                                | Amichevole                                                                | -                                                                         | 46’                                                                       |
| 8-10-2005                                                                 | Bratislava                                                                | Slovacchia                                                                | 1 – 0                                                                     | Estonia                                                                   | Qual. Mondiali 2006                                                       | -                                                                         | 46’                                                                       |
| 15-11-2006                                                                | Žilina                                                                    | Slovacchia                                                                | 3 – 1                                                                     | Bulgaria                                                                  | Amichevole                                                                | -                                                                         | 61’                                                                       |
| 10-12-2006                                                                | Abu Dhabi                                                                 | Emirati Arabi Uniti                                                       | 3 – 1                                                                     | Slovacchia                                                                | Amichevole                                                                | -                                                                         | 46’                                                                       |
| 24-3-2007                                                                 | Strovolos                                                                 | Cipro                                                                     | 1 – 3                                                                     | Slovacchia                                                                | Qual. Euro 2008                                                           | -                                                                         | 80’                                                                       |
| 28-3-2007                                                                 | Dublino                                                                   | Irlanda                                                                   | 1 – 0                                                                     | Slovacchia                                                                | Qual. Euro 2008                                                           | -                                                                         | 79’                                                                       |
| 6-6-2007                                                                  | Amburgo                                                                   | Germania                                                                  | 2 – 1                                                                     | Slovacchia                                                                | Qual. Euro 2008                                                           | -                                                                         | 65’                                                                       |
| 22-8-2007                                                                 | Trnava                                                                    | Slovacchia                                                                | 0 – 1                                                                     | Francia                                                                   | Amichevole                                                                | -                                                                         | 40’ 46’                                                                   |
| 8-9-2007                                                                  | Bratislava                                                                | Slovacchia                                                                | 2 – 2                                                                     | Irlanda                                                                   | Qual. Euro 2008                                                           | -                                                                         | 65’                                                                       |
| 12-9-2007                                                                 | Trnava                                                                    | Slovacchia                                                                | 2 – 5                                                                     | Galles                                                                    | Qual. Euro 2008                                                           | -                                                                         | 46’                                                                       |
| 13-10-2007                                                                | Dubnica nad Váhom                                                         | Slovacchia                                                                | 7 – 0                                                                     | San Marino                                                                | Qual. Euro 2008                                                           | 2                                                                         | 60’                                                                       |
| 17-11-2007                                                                | Praga                                                                     | Rep. Ceca                                                                 | 3 – 1                                                                     | Slovacchia                                                                | Qual. Euro 2008                                                           | -                                                                         | 67’                                                                       |
| 21-11-2007                                                                | Serravalle                                                                | San Marino                                                                | 0 – 5                                                                     | Slovacchia                                                                | Qual. Euro 2008                                                           | -                                                                         | 76’                                                                       |
| 6-2-2008                                                                  | Limassol                                                                  | Ungheria                                                                  | 1 – 1                                                                     | Slovacchia                                                                | Amichevole                                                                | 1                                                                         |                                                                           |
| 26-3-2008                                                                 | Zlaté Moravce                                                             | Slovacchia                                                                | 1 – 2                                                                     | Islanda                                                                   | Amichevole                                                                | -                                                                         |                                                                           |
| 20-5-2008                                                                 | Bielefeld                                                                 | Slovacchia                                                                | 0 – 1                                                                     | Turchia                                                                   | Amichevole                                                                | -                                                                         | 85’                                                                       |
| 20-8-2008                                                                 | Bratislava                                                                | Slovacchia                                                                | 0 – 2                                                                     | Grecia                                                                    | Amichevole                                                                | -                                                                         | 60’                                                                       |
| 11-10-2008                                                                | Serravalle                                                                | San Marino                                                                | 1 – 3                                                                     | Slovacchia                                                                | Qual. Mondiali 2010                                                       | 1                                                                         | 84’                                                                       |
| 15-10-2008                                                                | Bratislava                                                                | Slovacchia                                                                | 2 – 1                                                                     | Polonia                                                                   | Qual. Mondiali 2010                                                       | 2                                                                         |                                                                           |
| 10-2-2009                                                                 | Limassol                                                                  | Ucraina                                                                   | 3 – 2                                                                     | Slovacchia                                                                | Amichevole                                                                | -                                                                         |                                                                           |
| 28-3-2009                                                                 | Londra                                                                    | Inghilterra                                                               | 4 – 0                                                                     | Slovacchia                                                                | Amichevole                                                                | -                                                                         | 71’                                                                       |
| 1-4-2009                                                                  | Praga                                                                     | Rep. Ceca                                                                 | 1 – 2                                                                     | Slovacchia                                                                | Qual. Mondiali 2010                                                       | 1                                                                         | 61’ 74’                                                                   |
| 12-8-2009                                                                 | Reykjavík                                                                 | Islanda                                                                   | 1 – 1                                                                     | Slovacchia                                                                | Amichevole                                                                | -                                                                         |                                                                           |
| 5-9-2009                                                                  | Bratislava                                                                | Slovacchia                                                                | 2 – 2                                                                     | Rep. Ceca                                                                 | Qual. Mondiali 2010                                                       | 1                                                                         | 82’                                                                       |
| 9-9-2009                                                                  | Belfast                                                                   | Irlanda del Nord                                                          | 0 – 2                                                                     | Slovacchia                                                                | Qual. Mondiali 2010                                                       | 1                                                                         | 18’ 65’                                                                   |
| 14-10-2009                                                                | Chorzów                                                                   | Polonia                                                                   | 0 – 1                                                                     | Slovacchia                                                                | Qual. Mondiali 2010                                                       | -                                                                         | 76’                                                                       |
| 14-11-2009                                                                | Bratislava                                                                | Slovacchia                                                                | 1 – 0                                                                     | Stati Uniti                                                               | Amichevole                                                                | -                                                                         | 61’                                                                       |
| 17-11-2009                                                                | Žilina                                                                    | Slovacchia                                                                | 1 – 2                                                                     | Cile                                                                      | Amichevole                                                                | 1                                                                         | 69’                                                                       |
| 29-5-2010                                                                 | Klagenfurt                                                                | Camerun                                                                   | 1 – 1                                                                     | Slovacchia                                                                | Amichevole                                                                | -                                                                         | 46’ 62’                                                                   |
| 5-6-2010                                                                  | Bratislava                                                                | Slovacchia                                                                | 3 – 0                                                                     | Costa Rica                                                                | Amichevole                                                                | 1                                                                         |                                                                           |
| 15-6-2010                                                                 | Rustenburg                                                                | Nuova Zelanda                                                             | 1 – 1                                                                     | Slovacchia                                                                | Mondiali 2010 - 1º turno                                                  | -                                                                         | 84’                                                                       |
| 20-6-2010                                                                 | Bloemfontein                                                              | Slovacchia                                                                | 0 – 2                                                                     | Paraguay                                                                  | Mondiali 2010 - 1º turno                                                  | -                                                                         | 47’ 70’                                                                   |
| 24-6-2010                                                                 | Johannesburg                                                              | Slovacchia                                                                | 3 – 2                                                                     | Italia                                                                    | Mondiali 2010 - 1º turno                                                  | -                                                                         | 90+2’                                                                     |
| 11-8-2010                                                                 | Bratislava                                                                | Slovacchia                                                                | 1 – 1                                                                     | Croazia                                                                   | Amichevole                                                                | -                                                                         | 68’                                                                       |
| 8-10-2010                                                                 | Erevan                                                                    | Armenia                                                                   | 3 – 1                                                                     | Slovacchia                                                                | Qual. Euro 2012                                                           | -                                                                         |                                                                           |
| 12-10-2010                                                                | Žilina                                                                    | Slovacchia                                                                | 1 – 1                                                                     | Irlanda                                                                   | Qual. Euro 2012                                                           | -                                                                         | 32’ 68’                                                                   |
| 17-11-2010                                                                | Bratislava                                                                | Slovacchia                                                                | 2 – 3                                                                     | Bosnia ed Erzegovina                                                      | Amichevole                                                                | -                                                                         | 46’                                                                       |
| 9-2-2011                                                                  | Lussemburgo                                                               | Lussemburgo                                                               | 2 – 1                                                                     | Slovacchia                                                                | Amichevole                                                                | -                                                                         | 39’ 82’                                                                   |
| 4-6-2011                                                                  | Bratislava                                                                | Slovacchia                                                                | 1 – 0                                                                     | Andorra                                                                   | Qual. Euro 2012                                                           | -                                                                         | 46’                                                                       |
| 6-9-2011                                                                  | Žilina                                                                    | Slovacchia                                                                | 0 – 4                                                                     | Armenia                                                                   | Qual. Euro 2012                                                           | -                                                                         | 71’ 72’                                                                   |
| 29-2-2012                                                                 | Bursa                                                                     | Turchia                                                                   | 1 – 2                                                                     | Slovacchia                                                                | Amichevole                                                                | -                                                                         | 46’                                                                       |
| 26-5-2012                                                                 | Klagenfurt am Wörthersee                                                  | Polonia                                                                   | 1 – 0                                                                     | Slovacchia                                                                | Amichevole                                                                | -                                                                         | 57’                                                                       |
| 14-8-2013                                                                 | Bucarest                                                                  | Romania                                                                   | 1 – 1                                                                     | Slovacchia                                                                | Amichevole                                                                | 1                                                                         | 78’                                                                       |
| 6-9-2013                                                                  | Zenica                                                                    | Bosnia ed Erzegovina                                                      | 0 – 1                                                                     | Slovacchia                                                                | Qual. Mondiali 2014                                                       | -                                                                         | 56’ 60’                                                                   |
| 10-9-2013                                                                 | Žilina                                                                    | Slovacchia                                                                | 1 – 2                                                                     | Bosnia ed Erzegovina                                                      | Qual. Mondiali 2014                                                       | -                                                                         | 62’                                                                       |
| 11-10-2013                                                                | Il Pireo                                                                  | Grecia                                                                    | 1 – 0                                                                     | Slovacchia                                                                | Qual. Mondiali 2014                                                       | -                                                                         | 63’                                                                       |
| 15-10-2013                                                                | Riga                                                                      | Lettonia                                                                  | 2 – 2                                                                     | Slovacchia                                                                | Qual. Mondiali 2014                                                       | -                                                                         | 62’                                                                       |
| 15-11-2013                                                                | Breslavia                                                                 | Polonia                                                                   | 0 – 2                                                                     | Slovacchia                                                                | Amichevole                                                                | -                                                                         | 90’                                                                       |
| 19-11-2013                                                                | Faro                                                                      | Gibilterra                                                                | 0 – 0                                                                     | Slovacchia                                                                | Amichevole                                                                | -                                                                         | cap.                                                                      |
| 5-3-2014                                                                  | Netanya                                                                   | Israele                                                                   | 1 – 3                                                                     | Slovacchia                                                                | Amichevole                                                                | -                                                                         | 46’                                                                       |
| 23-5-2014                                                                 | Senec                                                                     | Slovacchia                                                                | 2 – 0                                                                     | Montenegro                                                                | Amichevole                                                                | -                                                                         | 46’                                                                       |
| 26-5-2014                                                                 | San Pietroburgo                                                           | Russia                                                                    | 1 – 0                                                                     | Slovacchia                                                                | Amichevole                                                                | -                                                                         | 89’                                                                       |
| 4-9-2014                                                                  | Žilina                                                                    | Slovacchia                                                                | 1 – 0                                                                     | Malta                                                                     | Amichevole                                                                | -                                                                         | 62’                                                                       |
| 12-10-2014                                                                | Barysaŭ                                                                   | Bielorussia                                                               | 1 – 3                                                                     | Slovacchia                                                                | Qual. Euro 2016                                                           | 1                                                                         | 62’                                                                       |
| 18-11-2014                                                                | Žilina                                                                    | Slovacchia                                                                | 2 – 1                                                                     | Finlandia                                                                 | Amichevole                                                                | -                                                                         | 80’                                                                       |
| 27-3-2015                                                                 | Žilina                                                                    | Slovacchia                                                                | 3 – 0                                                                     | Lussemburgo                                                               | Qual. Euro 2016                                                           | -                                                                         | 80’                                                                       |
| 31-3-2015                                                                 | Žilina                                                                    | Slovacchia                                                                | 1 – 0                                                                     | Rep. Ceca                                                                 | Amichevole                                                                | -                                                                         | 60’                                                                       |
| 12-10-2015                                                                | Lussemburgo                                                               | Lussemburgo                                                               | 2 – 4                                                                     | Slovacchia                                                                | Qual. Euro 2016                                                           | -                                                                         | 72’ 84’                                                                   |
| 13-11-2015                                                                | Trnava                                                                    | Slovacchia                                                                | 3 – 2                                                                     | Svizzera                                                                  | Amichevole                                                                | -                                                                         | 74’                                                                       |
| 29-3-2016                                                                 | Dublino                                                                   | Irlanda                                                                   | 2 – 2                                                                     | Slovacchia                                                                | Amichevole                                                                | -                                                                         | 66’                                                                       |
| 27-5-2016                                                                 | Wels                                                                      | Slovacchia                                                                | 3 – 1                                                                     | Georgia                                                                   | Amichevole                                                                | -                                                                         | 66’                                                                       |
| 29-5-2016                                                                 | Augusta                                                                   | Germania                                                                  | 1 – 3                                                                     | Slovacchia                                                                | Amichevole                                                                | -                                                                         | 68’                                                                       |
| 26-6-2016                                                                 | Lilla                                                                     | Germania                                                                  | 3 – 0                                                                     | Slovacchia                                                                | Euro 2016 - Ottavi di finale                                              | -                                                                         | 64’                                                                       |
| Totale                                                                    |                                                                           | Presenze                                                                  | 66                                                                        |                                                                           | Reti (7º posto)                                                           | 13                                                                        |                                                                           |

## Palmarès

### Club

#### Competizioni nazionali
- Campionato slovacco: 2

Žilina: 2003-2004, 2006-2007
- Slovenský Superpohár: 2

Žilina: 2003-2004, 2006-2007
- Campionato ungherese: 1

Ferencvaros: 2015-2016
- Coppa d'Ungheria: 1

Ferencvaros: 2015-2016